# Milston
Milston – wieś w Anglii, w hrabstwie Wiltshire. Leży 15 km na północ od miasta Salisbury i 119 km na zachód od Londynu.